# بنجامين غلوفر شيلدز
بنجامين غلوفر شيلدز (بالإنجليزية: Benjamin Glover Shields)‏ هو دبلوماسي وسياسي أمريكي، ولد في 1808 في أبفيل في الولايات المتحدة، وتوفي في 1850. حزبياً، نشط في الحزب الديمقراطي. وقد انتخب سفير وانتخب عضو مجلس نواب ألاباما وانتخب عضو مجلس النواب الأمريكي.